# Françoise Henneron
Françoise Henneron, née le 3 février 1948, est une personnalité politique française, membre de Les Républicains et secrétaire de profession.

## Vie politique

### Mandats locaux en cours
- Conseillère régionale de la région Nord, Pas de Calais, Picardie depuis le 13 décembre 2015 (liste Xavier Bertrand)[1]

### Anciens mandats
- Maire de Roquetoire de 1995 à 2008 (battue par la liste conduite par Michel Hermant).
- Conseillère générale du Pas-de-Calais de 2001 à 2008 (battue) - Canton d'Aire-sur-la-Lys.
- Vice-présidente de la délégation aux droits des femmes et à l'égalité des chances entre les hommes et les femmes
- Sénatrice du Pas-de-Calais du 23 septembre 2001 au 30 septembre 2011. Membre du groupe UMP. Membre de la commission des Affaires sociales[2].

Elle est depuis avril 2012, chevalier de l'ordre national de la Légion d'honneur. Distinction remise en mai 2013 par la sénatrice Janine Rozier, ancienne maire d'Ormes.

## Distinctions
- Chevalière de la Légion d'honneur (2012)